# FC Fyn
Az FC Fyn, teljes nevén Football Club Fyn egy megszűnt dán labdarúgócsapat. A klubot 2006-ban alapították, három klub, a Boldklubben 1909, a Boldklubben 1913 és a Dalum IF egyesítésével. Székhelye Odensében volt. A klub 2013-ban megszűnt.

## Jelenlegi keret
| #  |     | Poszt | Név                |
| -- | --- | ----- | ------------------ |
| 1  | DEN | K     | Jonas Jensen       |
| 2  | DEN | V     | Jacob Schoop       |
| 3  | DEN | V     | Casper Simonsen    |
| 4  | DEN | V     | Jesper Holdt       |
| 5  | DEN | KP    | Henik Fagerberg    |
| 6  | DEN | KP    | Jesper Luth        |
| 7  | DEN | KP    | Morten Panduro     |
| 8  | RSA | CS    | Lwasi Sahula       |
| 9  | DEN | CS    | Anders Fønss       |
| 10 | DEN | CS    | Mads Overgaard     |
| 11 | SEN | KP    | Mustapha Papa Diop |

| #  |     | Poszt | Név              |
| -- | --- | ----- | ---------------- |
| 12 | DEN | V     | Steffen Algreen  |
| 13 | DEN | KP    | Jeppe Gronning   |
| 14 | DEN | V     | Frank Andreasen  |
| 15 | DEN | KP    | Emil Antonsen    |
| 16 | DEN | KP    | Jakob Kaas       |
| 19 | DEN | KP    | Kenneth Andersen |
| 21 | DEN | CS    | Jacob Jensen     |
| 22 | DEN | V     | Klaus Larsen     |
| 24 | DEN | K     | Johnny Andersen  |
| 25 | DEN | KP    | Lasse Vibe       |

## Külső hivatkozások
- Hivatalos weboldal
- FC Fyn Fan - Rajongói oldal